# Hadik Gyula
Hadik Gyula,  (Nagykikinda, 1925. november 22. – Törökbálint, 2013. január 24.) magyar szobrász. Sok köztéri szobrot, plasztikát portrékat és kisebb méretű szobrokat is készített. Stílusát egyrészt archaizáló jelleg, másrészt némi groteszk hangvétellel jellemzi.

## Életpályája
1947-1949 között a Magyar Képzőművészeti Főiskolán tanult. Mestere Kisfaludi Strobl Zsigmond volt.
Több évig gyári munkásként és díszítő szobrászként dolgozott, ezért tanulmányait többször meg kellett szakítania. Tanulmányutat tett az 1960-as, 1970-es években Franciaországban, Olaszországban, Németországban, ill. Svájcban. 1993-tól művésztelepek résztvevője: Tokaji, Tállyai Művésztelep. Részt vett a nyíregyháza-sóstói Nemzetközi Éremművészeti és Kisplasztikai Művésztelep munkájában 1996-ban. Jugoszláviában is részt vett alkotótáborok munkájában.
„A realizmushoz kötődő indulás után expresszív és kubisztikus formajegyek tűntek fel művein, de hatást gyakorolt rá a törzsi művészet és a magaskultúrák megformálásmódja is. Plasztikáiban az archaizáló jelleg némi groteszk hangvétellel párosul. Jelentős művészekről készült portrésorozata is. Anyaghasználata változatos, leginkább azonban bronzzal, ólommal és kővel dolgozik.” (KMML)
2005-ben jelent meg munkásságának legjellemzőbb alkotásait felölelő könyve „Zárt tömbök nyíltsága” címmel.
2008-ban megkapta a Magyar Érdemrend lovagkeresztje kitüntetést.

## Családja
Házastársa Nyikos Hedvig (-) Házasságkötés: 1952. Gyermeke Hadik András (művészettörténész) (1953-).

## Főbb művei
- Ady Endre portré (Szekszárd)
- Nagy Iván mellszobor (Balassagyarmat)
- Julianus barát szobra (Esztergom), Városháza
- Walla József mellszobor (Törökbálint)
- Pihenő asszony kecskével egész alakos szobor (Törökbálint)
- Anyaság szobor (Mataruska Banja)

## Galéria

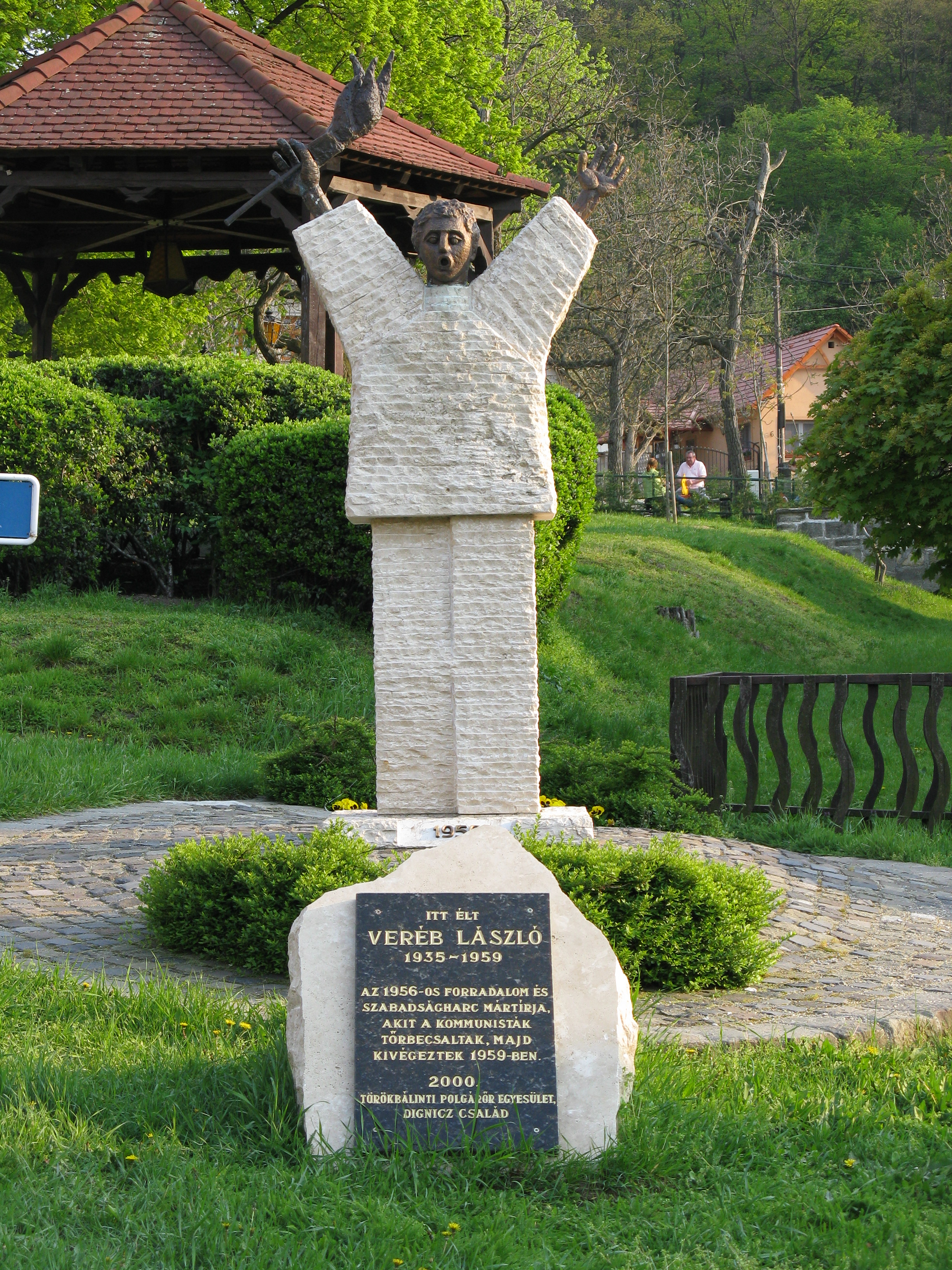
56-os emlékmű
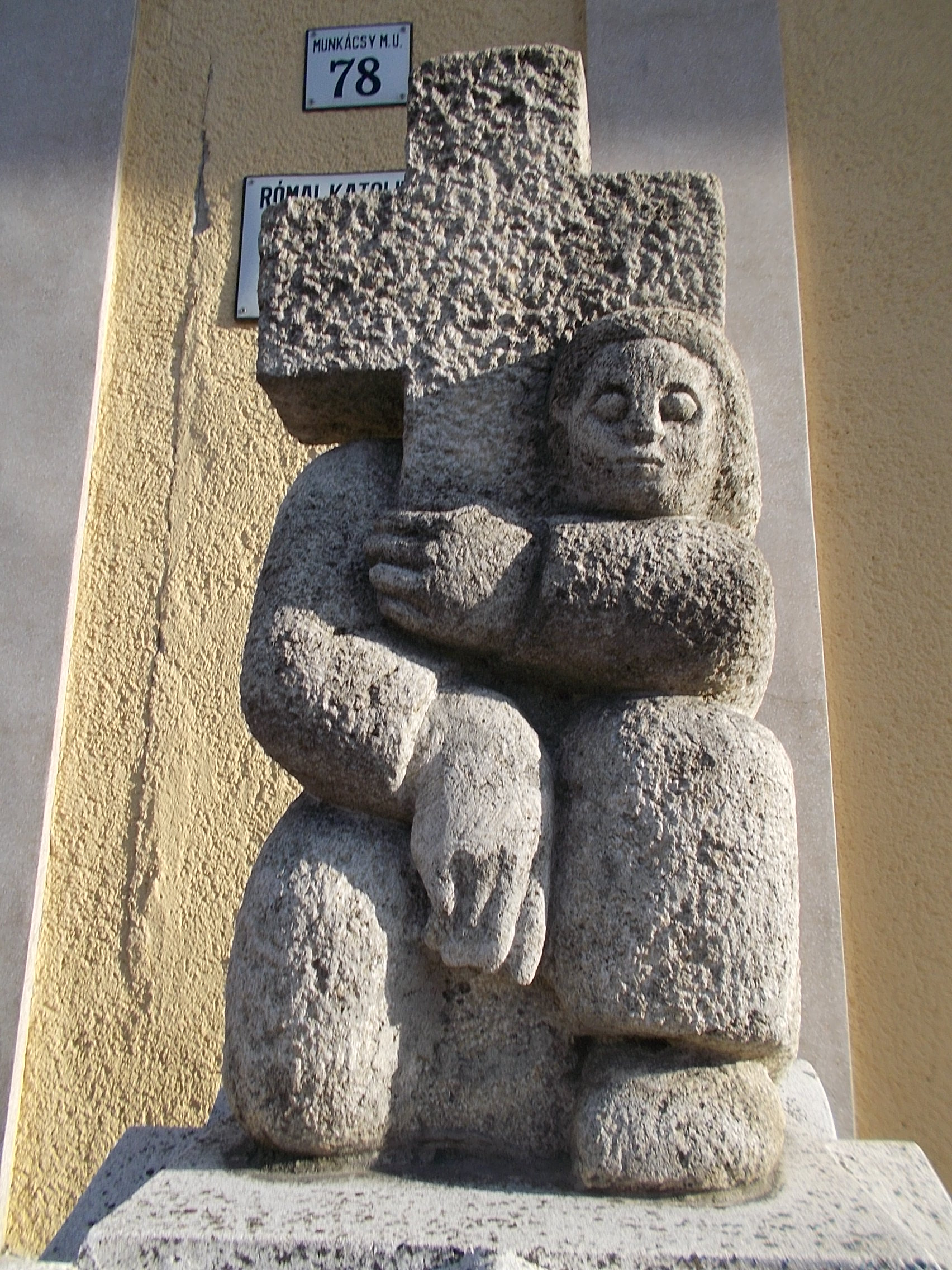
Hit, remény, szeretet-szobor
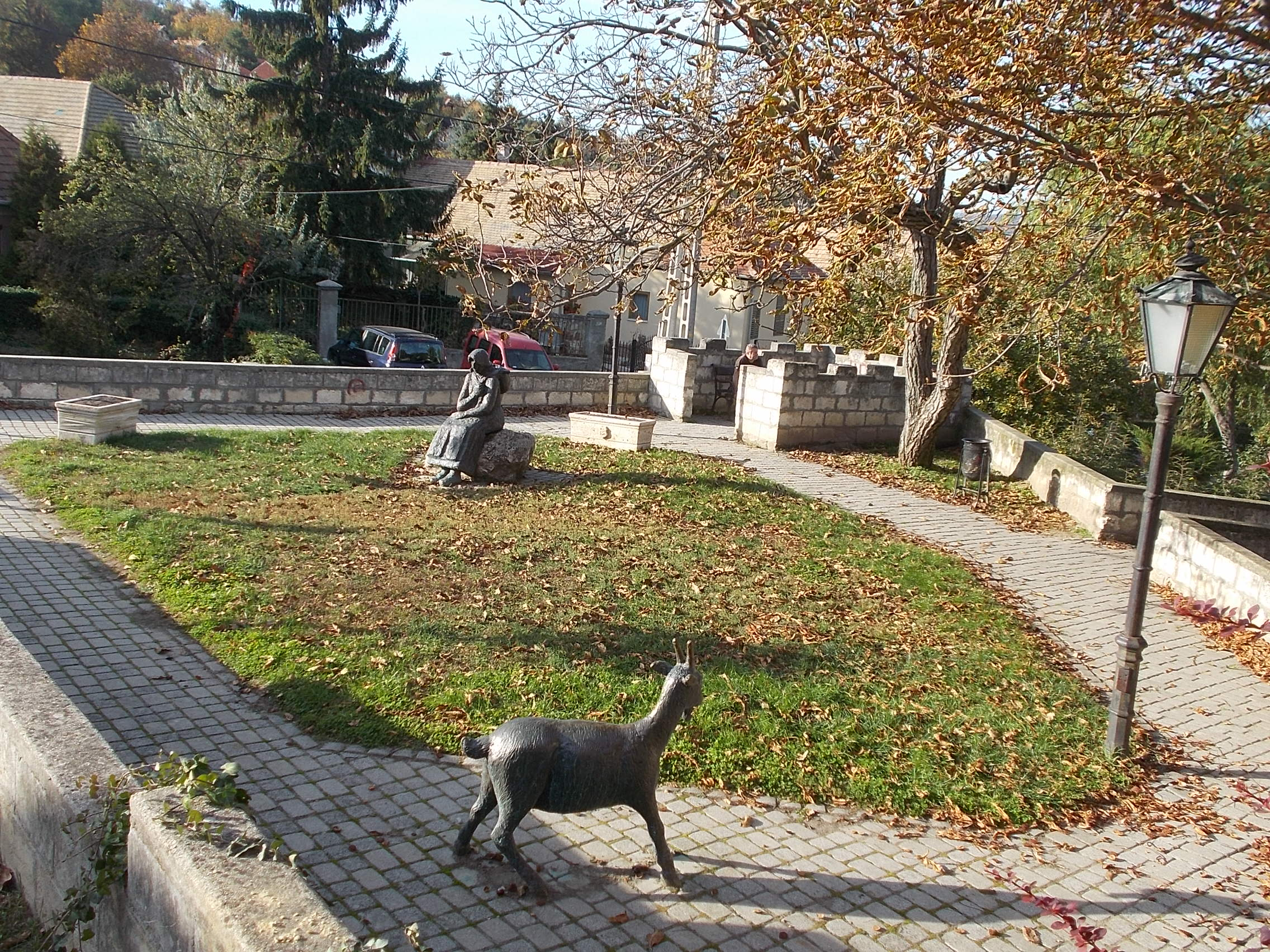
Pihenő asszony kecskével

## Emlékezete
- Síremléke Törökbálinton, az új temetőben (Kápolna utca) található.